# Insulascirtus aklytos
Insulascirtus aklytos är en insektsart som beskrevs av Otte, D. och D.C.F. Rentz 1985. Insulascirtus aklytos ingår i släktet Insulascirtus och familjen syrsor. Inga underarter finns listade i Catalogue of Life.